# Coupe de France 1967/68
Der Wettbewerb um die Coupe de France in der Saison 1967/68 war die 51. Ausspielung des französischen Fußballpokals für Männermannschaften. In diesem Jahr meldeten 1.378 Vereine.
Nach Abschluss der von den regionalen Untergliederungen des Landesverbands FFF organisierten Qualifikationsrunden griffen im Zweiunddreißigstelfinale auch die 20 Erstligisten in den Wettbewerb ein. Die Spielpaarungen wurden für jede Runde frei ausgelost; sämtliche Begegnungen fanden auf neutralem Platz statt, die Einnahmen wurden geteilt. Endete eine Begegnung nach Verlängerung unentschieden, wurden solange Wiederholungsspiele ausgetragen, bis ein Sieger feststand.
Den Pokal gewann in diesem Jahr die AS Saint-Étienne; es war ihr zweiter Gewinn dieser Trophäe nach 1962. Gleichzeitig gewannen die Verts – die ASSE wird wegen der Farbe ihres Dresses häufig als „Grüne“ bezeichnet – damit 1968 auch ihren ersten Doublé in der Vereinsgeschichte.
Erfolgreichster Amateurverein war der Drittligist US Quevilly, der im Achtelfinale den vorjährigen Pokalsieger Olympique Lyon ausschaltete und es bis ins Halbfinale brachte; so weit waren Amateure letztmals 1934 vorgedrungen, als dies dem RC Roubaix gelang. In der Zeit vor Einführung des Professionalismus, 1927, hatte Quevilly allerdings sogar schon einmal im Endspiel gestanden.

## Zweiunddreißigstelfinale
Spiele zwischen 13. und 24. Januar, Wiederholungsmatches am 21. und 27. Januar 1968; die jeweilige Spielklassenzugehörigkeit wird mit D1 bzw. D2 für die beiden Profiligen, CFA für die landesweite sowie DH („Division d’Honneur“) für die oberste regionale Amateurliga angegeben.
| - AC Ajaccio D1 – Stade Rennes UC D1 3:2 n. V. - OGC Nizza D1 – FC Villefranche CFA 2:1 - AC Chaumont D2 – SC Amiens CFA 4:2 - CS Laïque Dijon DH – RCFC Besançon D2 2:1 - US Montélimar CFA – AS Cannes D2 2:1 - Olympique Lyon D1 – FC Sète DH 1:0 - USM Malakoff CFA – FC Grenoble D2 3:0 - FC Rouen D1 – Racing Calais DH 2:0 - AC Mouzon DH – Stade Laval CFA 2:0 - Stade Brest CFA – FC Limoges D2 1:0 - FC Nantes D1 – Stade Dinan DH 10:0 - RC Strasbourg D1 – Pierrots Strasbourg CFA 1:0 - US Quevilly CFA – Stade Hénin DH 2:0 n. V. - FC Annecy CFA – FC Bourges DH 3:2 - Clissons-Korrigans DH – Jeunesse Villenave CFA 1:0 - US Valenciennes D1 – US Granville DH 1:0 | - Sporting Toulon D2 – AS Aix D1 1:0 - Gazélec FCO Ajaccio CFA – AS Monaco D1 2:1 n. V. - SCO Angers D2 – Stade Saint-Brieuc DH 3:1 - FC Sochaux D1 – SEC Bastia D2 5:1 - AS Angoulême D2 – FC Pau DH 2:0 - Girondins Bordeaux D1 – Coqs Rouges Bordeaux DH 4:0 - AC Arles CFA – EDS Montluçon CFA 2:2 n. V., 1:0 - Red Star Paris D1 – Stade Reims D2 0:0 n. V., 2:1 - AS Aulnoye CFA – AC Évreux CFA 1:1 n. V., 2:1 - Olympique Nîmes D2 – Olympique Marseille D1 1:0 - Olympique Avignon D2 – AS Béziers D2 2:1 n. V. - US Dunkerque D2 – OSC Lille D1 1:0 - FC Metz D1 – Entente Bagneaux-Fontainebleau-Nemours CFA 2:2 n. V., 3:1 - RC Lens D1 – SC Abbeville CFA 1:0 - AS Nancy D2 – FC Mulhouse CFA 2:0 - AS Saint-Étienne D1 – Racing Paris-Sedan D1 2:1 |

## Sechzehntelfinale
Spiele am 10./11. Februar, Wiederholungsmatches am 18. und 21. Februar 1968
| - OGC Nizza D1 – AS Aulnoye CFA 2:1 - Olympique Lyon D1 – Sporting Toulon D2 1:0 - FC Rouen D1 – AC Chaumont D2 2:0 - FC Nantes D1 – FC Annecy CFA 1:0 n. V. - RC Strasbourg D1 – AC Arles CFA 0:0 n. V., 2:0 - US Quevilly CFA – AC Mouzon DH 4:0 - Gazélec FCO Ajaccio CFA – AC Ajaccio D1 2:2 n. V., 1:0 - SCO Angers D2 – US Valenciennes D1 1:0 | - FC Sochaux D1 – US Montélimar CFA 1:0 n. V. - AS Angoulême D2 – Olympique Nîmes D2 2:1 - Girondins Bordeaux D1 – RC Lens D1 1:0 - Red Star Paris D1 – Clissons-Korrigans DH 3:0 - US Dunkerque D2 – CS Laïque Dijon DH 3:0 - FC Metz D1 – Olympique Avignon D2 1:1 n. V., 1:0 - AS Nancy D2 – Stade Brest CFA 2:1 n. V. - AS Saint-Étienne D1 – USM Malakoff CFA 4:0 |

## Achtelfinale
Spiele am 8. und 10., Wiederholungsmatch am 13. März 1968
| - RC Strasbourg D1 – Red Star Paris D1 0:0 n. V., 1:0 - US Quevilly CFA – Olympique Lyon D1 1:0 - FC Sochaux D1 – FC Nantes D1 2:1 - AS Angoulême D2 – FC Rouen D1 2:0 | - Girondins Bordeaux D1 – Gazélec FCO Ajaccio CFA 2:0 - US Dunkerque D2 – OGC Nizza D1 1:0 - FC Metz D1 – AS Nancy D2 2:1 - AS Saint-Étienne D1 – SCO Angers D2 2:1 |

## Viertelfinale
Spiele am 30./31. März, Wiederholungsmatch am 4. April 1968
| - US Quevilly CFA – US Dunkerque D2 4:0 - AS Angoulême D2 – FC Sochaux D1 2:1 n. V. | - Girondins Bordeaux D1 – RC Strasbourg D1 1:1 n. V., 2:1 - AS Saint-Étienne D1 – FC Metz D1 1:0 |

## Halbfinale
Spiele am 17. und 20. April, Wiederholungsmatch am 1. Mai 1968
| - Girondins Bordeaux D1 – US Quevilly CFA 2:1 n. V. | - AS Saint-Étienne D1 – AS Angoulême D2 1:1 n. V., 2:1 |

## Finale
Spiel am 12. Mai 1968 im Stade Olympique Yves-du-Manoir in Colombes vor 33.959 Zuschauern
- AS Saint-Étienne – Girondins Bordeaux 2:1 (1:1)

### Mannschaftsaufstellungen
AS Saint-Étienne: Georges Carnus – Vladimir Durković, Roland Mitoraj, Bernard Bosquier, Georges Polny – Aimé Jacquet, Robert Herbin  – André Fefeu, Hervé Revelli, Rachid Mekhloufi, Georges Bereta
Trainer: Albert Batteux
Girondins Bordeaux: Christian Montes – Bernard Baudet, Didier Desremeaux, André Chorda, Robert Peri – Guy Calléja , Didier Couécou – Héctor De Bourgoing, Carlos Ruiter (Henri Duhayot, 75.), Gabriel Abossolo, Edouard Wojciak
Trainer: „Jean-Pierre“ Bakrim
Schiedsrichter: Roger Barde (Lyon)

### Tore
0:1 Wojciak (5.)

1:1 Mekhloufi (30.)

2:1 Mekhloufi (78., per Foulelfmeter)

### Besondere Vorkommnisse
Saint-Étiennes Trainer Batteux entschied erst kurz vor dem Anpfiff, den malischen Torjäger Salif Keïta durch den Routinier Rachid Mekhloufi zu ersetzen. Dieser bedankte sich mit einer nicht nur wegen seiner beiden Treffer großartigen Leistung für Batteux’ Vertrauen.
In der 75. Spielminute ereignete sich eine Premiere in der 51-jährigen Geschichte des Wettbewerbs: die Auswechslung von Carlos Ruiter durch Henri Duhayot war der erste Spielerwechsel überhaupt während eines Endspiel um die Coupe de France. Zu dieser Saison hatte der französische Fußballverband generell den Austausch eines Spielers pro Mannschaft erlaubt.
Aufgrund der Zuspitzung der Ereignisse im Pariser Mai 1968 ließ Staatspräsident de Gaulle sich auf der Ehrentribüne des Stadions vom Präsidenten der Nationalversammlung, Jacques Chaban-Delmas, vertreten. Dieser, gleichzeitig auch langjähriger Bürgermeister von Bordeaux, musste anschließend die Siegestrophäe an Saint-Étiennes Spielführer überreichen, während „seine“ Girondins nach 1943, 1952, 1955 und 1964 zum fünften Mal in Folge einer Übergabezeremonie als Verlierer beiwohnten.